# 埃文鎮區 (明尼蘇達州斯特恩斯縣)
埃文鎮區（英語：Avon Township）是位於美國明尼蘇達州斯特恩斯縣的一個行政鎮區。

## 歷史
埃文鎮區於1866年設立，得名自位於英格蘭的雅芳河。

## 地方資料
埃文鎮區的面積為89.19平方千米，當中陸地面積為82.70平方千米，而水域面積為6.49平方千米。根據2020年美國人口普查的數據，當地共有人口2066人，而人口密度為每平方千米23.16人。